# Pennatula phosphorea
Pennatula phosphorea är en korallart som beskrevs av Carl von Linné 1758. Pennatula phosphorea ingår i släktet Pennatula och familjen Pennatulidae. Arten är reproducerande i Sverige. Inga underarter finns listade i Catalogue of Life.